# 磯村年
磯村 年（いそむら とし、明治5年（1872年）9月30日） - 1961年（昭和36年）9月12日）は、日本陸軍の軍人。最終階級は陸軍大将。旧姓・平田。

## 経歴
滋賀県士族・平田繁の二男として生まれる。父は加賀大聖寺藩士で、藩主の命により同士石川専輔と共に神戸に、神戸川崎造船所の前身の造船所を開き、藩の造船所奉行となっている。
1885年（明治18年）11月に、同藩士で陸軍中佐・磯村惟亮の養嗣子となる。東京府尋常中学、陸軍幼年学校を経て、1893年（明治26年）7月に陸軍士官学校（4期）卒業。翌年3月、砲兵少尉に任官し野戦砲兵第3連隊付となる。1900年（明治33年）12月、陸軍大学校（14期）卒業。
日露戦争時に大本営陸軍部参謀として勤務し、第一次世界大戦における通称・青島攻略戦と呼ばれるドイツの要衝・青島へ独立第18師団高級参謀として出撃。
1918年（大正7年）、陸軍少将に進級。1月に広島湾要塞司令官に補職。その後に野戦砲兵射撃学校長を経て、1921年（大正10年）3月28日、シベリア出兵により、途中、浦塩派遣軍参謀長に就任。1922年（大正11年）8月、陸軍中将に昇進し陸軍砲工学校長となる。翌年8月、第12師団長に親補され、1926年（大正15年）7月、関東大震災により設けられた東京警備司令官に就任。1928年（昭和3年）8月10日、陸軍大将に進級と同時に待命、同月29日に予備役編入となる。
1937年（昭和12年）2月17日、二・二六事件の後、ただちに召集され、参謀本部付となる。東京陸軍軍法会議・真崎甚三郎裁判における判士長就任。1938年（昭和13年）4月、後備役。
1947年（昭和22年）11月28日、公職追放仮指定を受けた。

## 栄典
位階
- 1894年（明治27年）5月1日 - 正八位[6]
- 1908年（明治41年）4月10日 - 正六位[7]
- 1913年（大正2年）5月20日 - 従五位[8]
- 1918年（大正7年）2月28日 - 正五位[9]
- 1922年（大正11年）9月11日 - 従四位[10]
- 1924年（大正13年）12月1日 - 正四位[11]
- 1927年（昭和2年）12月15日 - 従三位[12]
- 1928年（昭和3年）9月28日 - 正三位[13]

勲章等
- 1915年（大正4年）11月7日 - 功三級金鵄勲章・旭日中綬章・大正三四年従軍記章[14]
- 1922年（大正11年）11月1日 -  旭日重光章[15]
- 1927年（昭和2年）6月20日 - 勲一等瑞宝章[16]
- 1940年（昭和15年）8月15日 - 紀元二千六百年祝典記念章[17]

## 親族
- 長男 磯村武亮（陸軍中将）[1]
- 孫 磯村尚徳（武亮の長男）[1]
- 義弟 藤田進（陸軍中将）[1]
- 娘婿 国分新七郎（陸軍中将）[1]